# Mercy Cherono
Mercy Cherono (Kenia, 7 de mayo de 1991) es una atleta keniana, especialista en la prueba de 5000 m, con la que llegó a ser subcampeona mundial en 2013.

## Carrera deportiva
En el Mundial de Moscú 2013 gana la medalla de plata en los 5000 metros, tras la etíope Meseret Defar y por delante de otra etíope que ganó el bronce, la atleta Almaz Ayana.